# Moorearohrsänger
Der Moorearohrsänger (Acrocephalus longirostris) ist eine vermutlich ausgestorbene Vogelart aus der Gattung der Rohrsänger. Er war auf der Insel Moorea in Französisch-Polynesien endemisch.

## Systematik
Der Moorearohrsänger wurde 1789 von Johann Friedrich Gmelin als Turdus longirostris beschrieben. Die Erstbeschreibung basiert auf Exemplaren von Moorea, die der Naturforscher John Latham in den Sammlungen von Sir Ashton Lever („Museum Leverianum“) und Sir Joseph Banks entdeckt hatte. In der Folgezeit wurde der Moorea-Rohrsänger als Unterart des Langschnabel-Rohrsängers (Acrocephalus caffer) klassifiziert. Nach phylogenetischen Untersuchungen wird das Taxon in einer 2008 im Journal Ibis veröffentlichten Studie als eigenständige Art betrachtet.

## Beschreibung
Der Moorearohrsänger erreichte eine Länge von 19 Zentimetern. Oberkopf, Hinternacken, Rücken, Schulterfedern und Oberschwanzdecken waren dunkeloliv. Der Bürzel war strohgelb. Die Federn wiesen gelbliche Ränder auf. Die Schwanzfedern waren nelkenbraun. Die Handschwingenfedern hatten schmale gelbliche Ränder an den Außenfahnen und weißliche Spitzen. Die innersten Handschwingen und die Armschwingen hatten breitere cremeweiße Spitzen. Die Flügeldecken waren nelkenbraun mit breiten bariumgelben Rändern. Der Flügelbug war bariumgelb. Die mittleren Steuerfedern waren nelkenbraun mit cremeweißen Spitzen. Die unteren Augenlider, ein schmaler Überaugenstreif, die Zügel, die Wangen und die komplette Unterseite waren bariumgelb. Die Schwanzunterdecken waren mausgrau. Die Iris war olivbraun. Der Oberkiefer war hornfarben, der Unterkiefer war fleischfarben. Beine und Füße waren blaugrau.

## Lebensraum und Lebensweise
Über die Lebensweise des Moorearohrsängers ist kaum etwas bekannt. Wie sein Verwandter – der Langschnabel-Rohrsänger von Tahiti – ernährte er sich von Insekten, Eidechsen und kleinen Wirbellosen. Sein Lebensraum waren Flusswälder, Hangwälder, Bambusdickicht und Sekundärwälder.

## Status
1921 wurden während der Whitney South Sea Expedition nur drei Exemplare gesammelt. Zwischen 1971 und 1973 wurden zwei Paare beobachtet. Die letzte bestätigte Sichtung stammt aus dem Juli 1981. Eine Suche nach der Art zwischen 1986 und 1987 blieb ergebnislos. Die Hauptgründe für sein Verschwinden waren vermutlich die Degradierung der Bambuswäldchen und die Konkurrenz mit dem Hirtenmaina.
Es existieren zwei Zeichnungen von William Ellis und John Webber (1751–1793), die zwischen 1776 und 1780 während der dritten Cook-Südseereise entstanden sind. Mehrere Exemplare erwarb der Naturforscher Leopold von Fichtel (1770–1810) für das Hof-Naturalien-Cabinet in Wien. Zwei davon, Lathams Typusexemplar und ein Weibchen, wurden jedoch nicht konserviert.